# Liechtenstein aux Jeux européens de 2015
La Principauté du Liechtenstein participe aux Jeux européens de 2015 à Bakou, capitale de l'Azerbaïdjan

## Athlètes
Voici les 6 athlètes participant aux Jeux européens de 2015 :
| Prénom/Nom          | Date de naissance |
| ------------------- | ----------------- |
| Judith Biedermann   | 24/9/1993         |
| David Buechel       | 18/11/1989        |
| Marvin Grischke     | 9/3/1992          |
| Tarik Hoch          | 24/8/1997         |
| Lara Mechnig        | 25/2/2000         |
| Marluce Schierscher | 8/9/1998          |